# 大灣區航空航點
大灣區航空航點列表
| 樞紐機場 | 重點機場 | 即將開辦/復辦 | 季節性 |

註：
1. 以下航班如無特別註明，均屬直航及每天服務。
2. 所有特別加班機、包機因屬不定期服務，故不列在下表內。
3. 航班編號只列出數字，不包括航空公司代碼HB。